# Homme total (marxisme)
L'Homme total (ou plus précisémément l'Humain total) est un concept de Karl Marx, présenté dans les Manuscrits de 1844. Il désigne l'humain au moment où il ne subit plus d'aliénation. Il est alors libéré de la propriété privée et de la division du travail. Ainsi, l'humain total est l'être humain qui a historiquement réussi à s'approprier toutes ses capacités. L'humain se réapproprie ses sens, sa sensibilité, mais aussi son être social et historique. Le communisme est le stade historique permettant cette émancipation de l'être humain car il est « le moment réel de l'émancipation et de la reprise de soi de l'humain ». Ce concept humaniste de l'humain total ne doit pas être confondu avec d'autres concepts différents tels que le surhumain et l'homme nouveau.

## Concept
L'humain total fait référence à un humain qui, s'étant libéré de sa conception d'humain comme objet, « s'approprie son être universel d'une manière universelle ». Il n'est alors plus une « réalité étrangère » qui vit dans un état de « privation de réalité ». L'humain total est donc un retour total de l'humain pour lui-même, en tant qu'il est homme social, et non une ressource économique qui devrait travailler dans un système de production où la division du travail domine,.
Afin d'atteindre ce stade, l'humain doit avoir lutté contre toutes les sources d'aliénation. L'humain total est total parce que, entre autres, il ne se soumet plus à aucune entité métaphysique telle qu'un Dieu. Henri Bartoli écrit que l'humain total est « amputé de la préoccupation de Dieu ». Devenir humain total signifie avoir préalablement organisé et réussi la révolution communiste, qui seule crée les conditions d'un humanisme véritable. Cet humanisme, qui place l'humain au centre de toutes choses, ne peut accepter la domination de l’État.

## Critiques et postérité
Dans une analyse psychanalytique appelée Psychanalyse du marxisme, Mathilde Niel soutient que l'humain total est une figure divine créée par Marx pour remplacer Dieu. Il en dispose de plusieurs des caractéristiques ; à ce titre, elle écrit que « la puissance et la liberté de l'homme total sont quasi divines ». L'humain total serait par conséquent « l'absolu suprême de la religion marxiste ».

## Citations
(mars 2023).

Extraits des Manuscrits de 1844 faisant référence à ce concept de l'humain total, et du communisme en tant que réappropriation émancipatrice des capacités humaines et de ses rapports sociaux :
« De même que la propriété privée n'est que l'expression sensible du fait que l'homme devient à la fois objectif pour lui-même et en même temps au contraire un objet étranger pour lui-même et non-humain, que la manifestation de sa vie est l'aliénation de sa vie, que sa réalisation est sa privation de réalité, une réalité étrangère, de même l'abolition positive de la propriété privée, c'est-à-dire l'appropriation sensible pour les hommes et par les hommes de la vie et de l'être humains, des hommes objectifs, des œuvres humaines, ne doit pas être saisie seulement dans le sens de la jouissance immédiate, exclusive, dans le sens de la possession, de l'avoir. L'homme s'approprie son être universel d'une manière universelle, donc en tant qu'homme total. Chacun de ses rapports humains avec le monde, la vue, l'ouïe, l'odorat, le goût, le toucher, la pensée, la contemplation, le sentiment, la volonté, l'activité, l'amour, bref tous les organes de son individualité, comme les organes qui, dans leur forme, sont immédiatement des organes sociaux, sont dans leur comportement objectif ou dans leur rapport à l'objet l'appropriation de celui-ci, l'appropriation de la réalité humaine; leur rapport à l'objet est la manifestation de la réalité humaine ; c'est l'activité humaine et la souffrance humaine car, comprise au sens humain, la souffrance est une jouissance que l'homme a de soi. »
« Le communisme, abolition positive de la propriété privée (elle-même aliénation humaine de soi) et par conséquent appropriation réelle de l'essence humaine par l'homme et pour l'homme ; donc retour total de l'homme pour soi en tant qu'homme social, c'est-à-dire humain, retour conscient et qui s'est opéré en conservant toute la richesse du développement antérieur. »
« Considérons maintenant les moments positifs de la dialectique de Hegel - à l'intérieur de la détermination de l'aliénation. C'est, exprimée à l'intérieur de l'aliénation, ridée de l'appropriation de l'essence objective par la suppression de son aliénation. C'est la compréhension aliénée de l'objectivation réelle de l'homme, de l'appropriation réelle de son essence objective par l'anéantissement de la détermination aliénée du monde objectif, par sa suppression dans son existence aliénée, - de même que l'athéisme, suppression de Dieu, est le devenir de l'humanisme théorique, que le communisme, abolition de la propriété privée, est la revendication de la vie réelle de l'homme comme sa propriété, le devenir de l'humanisme pratique; en d'autres termes, l'athéisme est l'humanisme ramené à lui-même par le moyen terme de la suppression de la religion, le communisme est l'humanisme ramené à lui-même par celui de l'abolition de la propriété privée. Ce n'est que par la suppression de ce moyen terme - qui est toutefois une condition préalable nécessaire - que naît l'humanisme qui part positivement de lui-même, l'humanisme positif. Mais l'athéisme et le communisme ne sont pas une fuite, une abstraction, une perte du monde objectif engendré par l'homme, une perte de ses forces essentielles qui ont pris une forme objective. Ils ne sont pas une pauvreté qui retourne à la simplicité contre nature et non encore développée. Ils sont bien plutôt, pour la première fois, le devenir réel, la réalisation devenue réelle pour l'homme de son essence, et de son essence en tant qu'essence réelle. »